# Kirkland (North Carolina)
Kirkland is een plaats (census-designated place) in de Amerikaanse staat North Carolina, en valt bestuurlijk gezien onder New Hanover County.

## Demografie
Bij de volkstelling in 2000 werd het aantal inwoners vastgesteld op 579.

## Geografie
Volgens het United States Census Bureau beslaat de plaats een oppervlakte van
21,8 km², waarvan 21,7 km² land en 0,1 km² water.

## Plaatsen in de nabije omgeving
De onderstaande figuur toont nabijgelegen plaatsen in een straal van 12 km rond Kirkland.